# Spawn: The Eternal
Spawn: The Eternal — компьютерная игра, разработанная и выпущенная Sony Computer Entertainment для PlayStation, основанная на серии комиксов о Спауне, созданной Тоддом Макфарлейном и произведенной Image Comics. Игра была выпущена 1 декабря 1997 года в Северной Америке, в то же самое время, что и одноимённый фильм.
Игра получила негативные отзывы от многих известных критиков и поклонников игры. При воспроизведении на проигрывателе компакт-диска, будет открыто длительное аудиоинтервью с создателем Спауна Тоддом Макфарлейном.

## Сюжет
Сюжет в игре полностью повторяет сюжет из комикса. Полицейский Эл Симмонс убит своим боссом Джейсоном Вунном, после чего попал в ад за все свои грехи. Он заключает сделку с демоном Мэлболгией, чтобы ещё раз увидеть свою жену Ванду. Он возрождается как Хэллспаун, и узнаёт что после его смерти прошло 5 лет, а его жена Ванда уже давно замужем за его лучшим другом Терри. Теперь Спауну надо освободиться от Мэлболгии, который хочет использовать его как главу своей армии ада.

## Игровой процесс
Игра является экшеном с элементами файтинга. Спаун должен пройти уровень за отведённое для этого время. Также Спаун может собирать разные бонусы и дополнения, благодаря которым может становиться сильнее. Облик главного героя в игре практически не отличается от облика в комиксах, кроме знаменитого плаща Спауна, который появляется только во время сражения. Во время сражений геймплей меняется с экшена на файтинг: в верхнем углу камеры появляется полоска с очками жизнями Спауна и его противника.

## Восприятие
| Сводный рейтинг               | Сводный рейтинг |
| Агрегатор                     | Оценка          |
| ----------------------------- | --------------- |
| GameRankings                  | 42,20 %         |
| MobyRank                      | 33/100          |
| Иноязычные издания            |                 |
| Издание                       | Оценка          |
| AllGame                       | [ 3 ]           |
| GameRevolution                | C-              |
| GameSpot                      | 1,8/10          |
| IGN                           | 2/10            |
| Absolute PlayStation          | 73/100          |
| Official Playstation Magazine | 2/5             |

Игра была низко оценена критиками за многочисленные ошибки. Сайт GameSpot приводит несколько примеров таких ошибок:

Графически отвратительный и очень неровный, Spawn: The Eternal страдает от бесчисленных визуальных ошибок. Изобилие графических ошибок. Стены исчезают и появляются случайно и постоянно, а также заметно изгибаются, когда они прокручиваются.— Джош Смит, GameSpot
IGN также из недостатков игры отмечает текстуры и слабую проработку Спауна:

Начнём с того, что она [игра] уродлива, как зад кобеля со взрывным поносом. Текстуры в игре зернистые и неряшливые и выглядят как то, что вы могли видеть на 3DO четыре года назад. Есть несколько достойных штрихов, таких как канализационная вода, но в целом, смотря на Spawn: The Eternal, это как смотреть на кучу битого стекла. […] Бедный Спаун выглядит как обезьяна в костюме, и это не красиво. Он даже не носит свой великолепный плащ, пока не попадёт в бой, который подводит нас к следующей проблеме.— IGN